# 十三仏

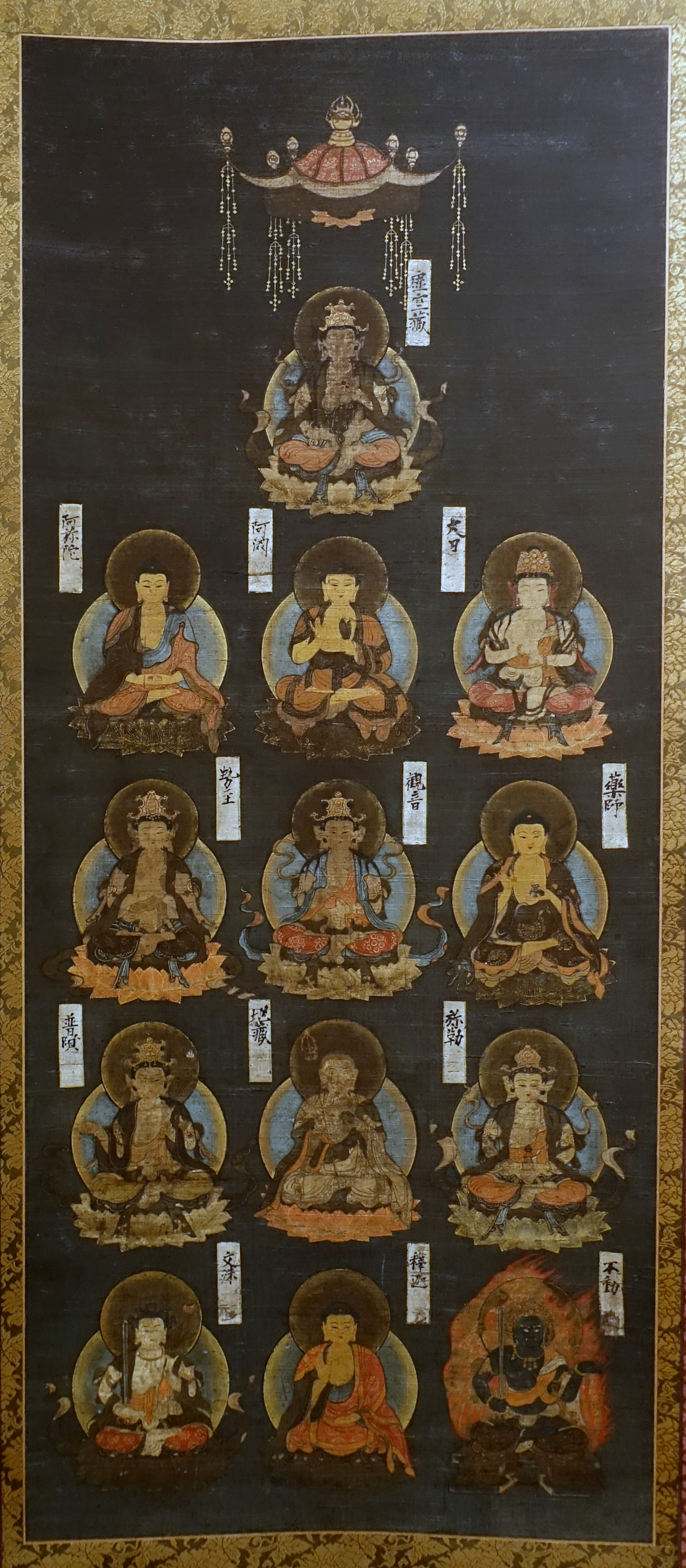
室町時代の十三仏図。

十三仏（じゅうさんぶつ）は、十王をもとにして、室町時代になってから日本で考えられた、冥界の審理に関わる13の仏（正確には如来と菩薩）である。また十三回の追善供養（初七日〜三十三回忌）をそれぞれ司る仏様としても知られ、主に掛軸にした絵を、法要をはじめあらゆる仏事に飾る風習が伝えられる。
13の仏とは、閻魔王を初めとする冥途の裁判官である十王と、その後の審理（七回忌・十三回忌・三十三回忌）を司る裁判官の本地とされる仏である。

## 十三仏と対応する裁判官
これらの仏は審理において実際の裁判所における裁判官の役目を勤めることになるとされる。
| 十三仏     | 裁判官     | 読み               | 審理                         | 縁日 |
| ---------- | ---------- | ------------------ | ---------------------------- | ---- |
| 不動明王   | 秦広王     | しんこうおう       | 初七日（7日目・6日後）       | 28日 |
| 釈迦如来   | 初江王     | しょこうおう       | 二七日（14日目・13日後）     | 8日  |
| 文殊菩薩   | 宋帝王     | そうていおう       | 三七日（21日目・20日後）     | 25日 |
| 普賢菩薩   | 五官王     | ごかんおう         | 四七日（28日目・27日後）     | 14日 |
| 地蔵菩薩   | 閻魔王     | えんまおう         | 五七日（35日目・34日後）     | 24日 |
| 弥勒菩薩   | 変成王     | へんじょうおう     | 六七日（42日目・41日後）     | 5日  |
| 薬師如来   | 泰山王     | たいざんおう       | 七七日（49日目・48日後）     | 8日  |
| 観音菩薩   | 平等王     | びょうどうおう     | 百か日（100日目・99日後）    | 18日 |
| 勢至菩薩   | 都市王     | としおう           | 一周忌（2年目・1年後）       | 23日 |
| 阿弥陀如来 | 五道転輪王 | ごどうてんりんおう | 三回忌（3年目・2年後）       | 15日 |
| 阿閦如来   | 蓮華王     | れんげおう         | 七回忌（7年目・6年後）       | 4日  |
| 大日如来   | 祇園王     | ぎおんおう         | 十三回忌（13年目・12年後）   | 28日 |
| 虚空蔵菩薩 | 法界王     | ほうかいおう       | 三十三回忌（33年目・32年後） | 13日 |

死亡した時を1日目として数え、初七日は命日から7日目（6日後）である。他の日数・年数も（一周忌以外は）全て同様である（関西地方では、逮夜などと称してそれぞれの忌日の前日ないし前晩に重きを置いて法要を務めるところも多い）。

## 十二支との対応
十三仏に名を連ねる仏のうち8仏が十二支の守護仏（守り本尊）である。各支の守護仏に合致する仏は次の通り。
- 子 - 観世音菩薩
- 丑 - 虚空蔵菩薩
- 寅 - 虚空蔵菩薩
- 卯 - 文殊菩薩
- 辰 - 普賢菩薩
- 巳 - 普賢菩薩
- 午 - 勢至菩薩
- 未 - 大日如来
- 申 - 大日如来
- 酉 - 不動明王
- 戌 - 阿弥陀如来
- 亥 - 阿弥陀如来

子の観世音菩薩は正確には、普通にいう観世音菩薩、つまり「聖観音」ではなく、「六観音」と呼ばれる「変化観音」の一つである「千手観音」だが、変化観音はすべて聖観音の化身であるとされるため敢えて「観世音菩薩」と表記。